# 756
Cette page concerne l'année 756  du calendrier julien. Pour l'année 756 av. J.-C., voir 756 av. J.-C.
L'année 756 est une année bissextile qui commence un jeudi.

## Événements

### Asie
- 18 janvier : le général révolté An Lushan s’empare de Luoyang[2].
- 5 février : An Lushan se proclame empereur de Chine[3].
- 21 juin : au Japon, première offrande des trésors impériaux au temple du Shōsō-in, à Nara, construit par l’empereur du Japon Shōmu pour l’impératrice douairière Kōmyō[4]. On y dépose les trésors artistiques rassemblés par l’empereur collectionneur Shômu : objets chinois Tang (soieries, laques, bronzes argenterie), tapis d’Asie centrale, luths et masques indiens, aiguières en argent et coupes de bronze de Perse, verrerie du Levant. Cette collection comportera au gré des donations jusqu’à 8 400 pièces et 10 000 documents avant l’an mil.
- 9 juillet : les troupes impériales chinoises sont battues par les rebelles d'An Lushan. La route de Chang'an est ouverte[5].
- 14 juillet : l’empereur de Chine Xuanzong s’enfuit de Chang'an vers le Sichuan mais son escorte se révolte et assassine sa concubine favorite Yang Guifei (Yang Kuei-fei) et sa famille[5].
- 18 juillet : An Lushan s'empare de la capitale chinoise Chang'an[3].

- 12 août : Xuanzong inconsolable après le décès de sa concubine Yang Guifei, abdique en faveur de son fils Suzong (Su Tsong) qui prend la tête de la résistance loyaliste dans le Gansu[6].

- Reprise de Théodosioupolis et Mélitène par les Abbassides[7].

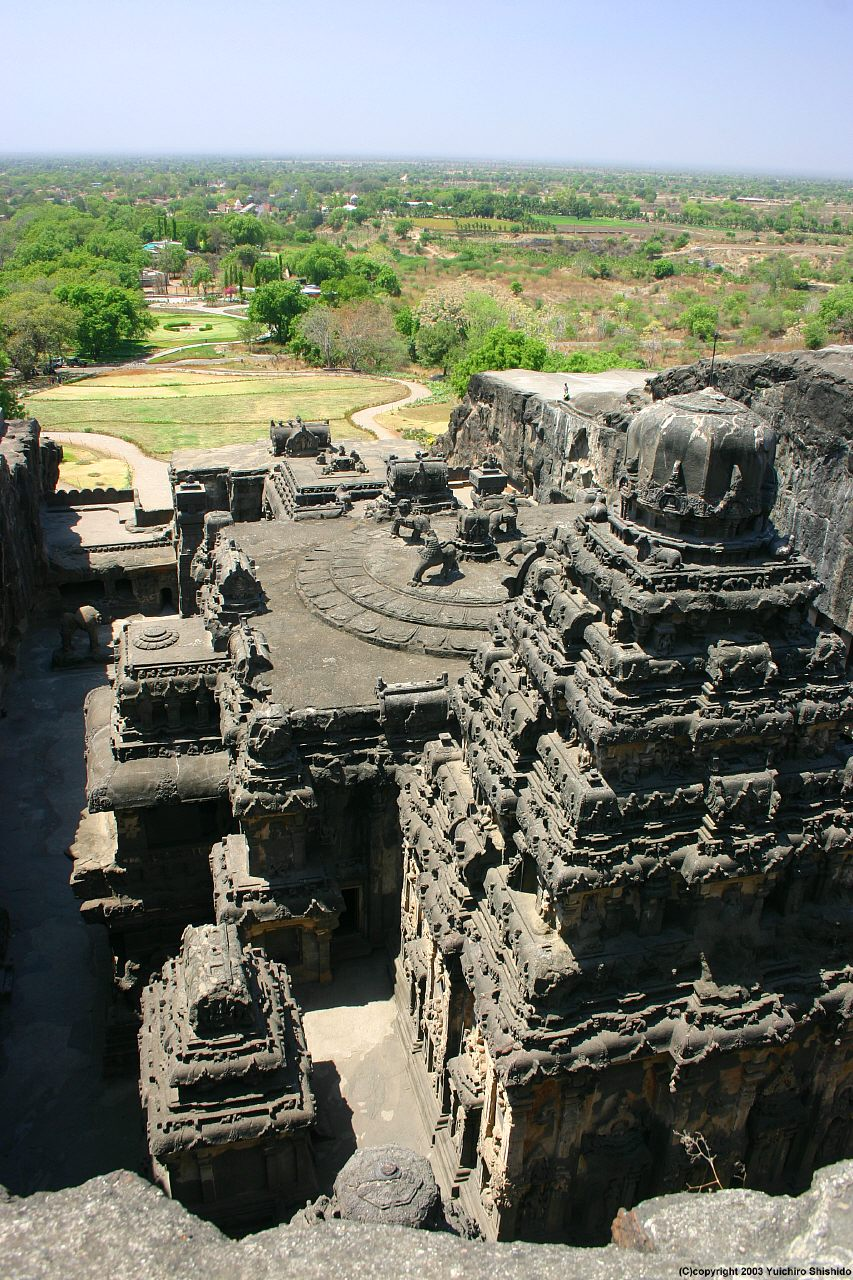
Krishna fait construire le temple de Kailâsanâtha, taillé dans la pierre à Ellorâ, dédié à Shiva (le plus grand monument monolithique du monde).

- Début du règne de Krishna Ier (en), roi Rashtrakuta de Malkhed, en Inde (fin en 773)[9]. Il succède à son neveu Dantidurga mort sans enfant et soumet complètement le royaume Châlukya de Bâdâmi (757). Il envahit le pays Ganga (Mysore) et Konkan (Goa). Les Rastrakuta dominent le sud de l’Inde jusqu’en 972.

### Europe
- 1er janvier : les Lombards d'Aistolf violent la trêve et mettent le siège devant Rome[10].
- Avril à juin : deuxième expédition franque en Italie. Les troupes de Pépin le Bref menacent une deuxième fois Pavie ; Aistolf doit lever le siège de Rome[11]. Pendant le siège de Pavie, Georges, ambassadeur de l’empereur d’Orient demande à Pépin de lui abandonner Ravenne et l’exarchat. Pépin refuse, malgré l’importante somme promise, et remet le territoire de Rome et la Pentapole au pape[12]. L’empire byzantin ne conserve plus en Italie que la Calabre, la terre d’Otrante et le littoral napolitain.
- 15 mai, Espagne : un survivant des Omeyyades, Abd al-Rahman Ier, est victorieux du dernier gouverneur d'Al-Andalus Yusuf al-Fihri dans les faubourgs de Cordoue. Il fonde l'émirat de Cordoue, qui devient le premier royaume musulman indépendant. L'émirat sera transformé en califat en 929. Le règne de Abd al-Rahman Ier, consacré à une série d'expéditions militaires vers le nord, se termine en 788[13].
- Fin juin : bloqué dans Pavie par Pépin, Aistolf demande de nouveau à traiter et rend les territoires (second traité de Pavie)[11].
- Décembre : Ratchis remonte sur le trône du royaume lombard à la mort de son frère Aistolf (fin en mars 757)[10].

- L'empereur byzantin Constantin V envahit la Thrace et bat l'armée du Premier Empire Bulgare conduite par le Khan Vinekh lors de la bataille de Marcellae[14].

## Décès en 756
- 4 juin : Shomu, empereur du Japon[15].
- 16 juillet : Yang Guifei, concubine favorite de l'empereur Xuanzong[16].
- Décembre : Aistolf, roi des Lombards[10].

- Cuthred, roi du Wessex depuis 740.